# 2024년 3월
| 2024년: 1월 · 2월 · 3월 · 4월 · 5월 · 6월 · 7월 · 8월 · 9월 · 10월 · 11월 · 12월 |

| \| 2024년 3월 1일 (금요일) \| \| 편집 \|                                                                                 |  |      |
| 문화와 예술 - 일본의 만화가 토리야마 아키라가 사망하였다. 토리야마 아키라는 《드래곤볼》, 《닥터 슬럼프》 등의 작가이다. |  |      |
| 2024년 3월 1일 (금요일)                                                                                                  |  | 편집 |

| 2024년 3월 1일 (금요일) |  | 편집 |

| \| 2024년 3월 2일 (토요일) \| \| 편집 \|                                                                              |  |      |
| 문화와 예술 - 이세계아이돌이 부른 RE : WIND가 대한민국의 버츄얼 그룹의 노래 최초로 유튜브 조회 수 2,000만을 돌파했다. |  |      |
| 2024년 3월 2일 (토요일)                                                                                               |  | 편집 |

| 2024년 3월 2일 (토요일) |  | 편집 |

| \| 2024년 3월 3일 (일요일) \| \| 편집 \| |  |      |
| 정치와 선거 - 대한민국의 정당 조국혁신당이 일산 킨텍스에서 중앙당 창당대회를 열고, 조국을 당대표로 선출하였다. - 대한민국의 정당 더불어민주연합 여의도 국회 의원회관 제1소회의실에서 중앙당 창당대회를 열고 윤영덕, 백승아를 공동대표로 선출하였다. |  |      |
| 2024년 3월 3일 (일요일) |  | 편집 |

| 2024년 3월 3일 (일요일) |  | 편집 |

| \| 2024년 3월 4일 (월요일) \| \| 편집 \| |  |      |
| 경제와 비즈니스 - 닛케이 평균주가(닛케이지수)가 처음으로 40,000을 넘어섰다. 닛케이지수는 오전 중 40,300까지 오르기도 하였으며, 40,109로 마감하였다. 닛케이지수는 앞서 2024년 2월 22일에는 전고점인 1989년 12월 29일, 장중 최고치(38,957), 종가 기준 최고치(38,915)를 34년 2개월 만에 모두 경신하기도 하였다. 정치와 선거 - 중국인민정치협상회의가 개막하며 중화인민공화국에서 양회(兩會)가 시작되었다. 전국인민대표대회는 하루 뒤인 3월 5일 개회한다. |  |      |
| 2024년 3월 4일 (월요일) |  | 편집 |

| 2024년 3월 4일 (월요일) |  | 편집 |

| \| 2024년 3월 5일 (화요일) \| \| 편집 \| |  |      |
|                                          |  |      |
| 2024년 3월 5일 (화요일)                  |  | 편집 |

| 2024년 3월 5일 (화요일) |  | 편집 |

| \| 2024년 3월 6일 (수요일) \| \| 편집 \|                                                                   |  |      |
| 경제와 비즈니스 - 대한민국 NH농협은행에서 업무상 배임 등으로 109억 4,700만원 규모의 금융사고가 발생하였다. |  |      |
| 2024년 3월 6일 (수요일)                                                                                    |  | 편집 |

| 2024년 3월 6일 (수요일) |  | 편집 |

| \| 2024년 3월 7일 (목요일) \| \| 편집 \| |  |      |
| 국제 관계 - 스웨덴이 북대서양 조약 기구(NATO)의 32번째 회원국으로 가입하였다. 정치와 선거 - 대한민국의 대통령 배우자: 김영삼(1929~2015) 대통령의 배우자 손명순이 사망하였다. |  |      |
| 2024년 3월 7일 (목요일) |  | 편집 |

| 2024년 3월 7일 (목요일) |  | 편집 |

| \| 2024년 3월 8일 (금요일) \| \| 편집 \| |  |      |
|                                          |  |      |
| 2024년 3월 8일 (금요일)                  |  | 편집 |

| 2024년 3월 8일 (금요일) |  | 편집 |

| \| 2024년 3월 9일 (토요일) \| \| 편집 \| |  |      |
|                                          |  |      |
| 2024년 3월 9일 (토요일)                  |  | 편집 |

| 2024년 3월 9일 (토요일) |  | 편집 |

| \| 2024년 3월 10일 (일요일) \| \| 편집 \| |  |      |
|                                           |  |      |
| 2024년 3월 10일 (일요일)                  |  | 편집 |

| 2024년 3월 10일 (일요일) |  | 편집 |

| \| 2024년 3월 11일 (월요일) \| \| 편집 \| |  |      |
|                                           |  |      |
| 2024년 3월 11일 (월요일)                  |  | 편집 |

| 2024년 3월 11일 (월요일) |  | 편집 |

| \| 2024년 3월 12일 (화요일) \| \| 편집 \| |  |      |
|                                           |  |      |
| 2024년 3월 12일 (화요일)                  |  | 편집 |

| 2024년 3월 12일 (화요일) |  | 편집 |

| \| 2024년 3월 13일 (수요일) \| \| 편집 \| |  |      |
|                                           |  |      |
| 2024년 3월 13일 (수요일)                  |  | 편집 |

| 2024년 3월 13일 (수요일) |  | 편집 |

| \| 2024년 3월 14일 (목요일) \| \| 편집 \| |  |      |
|                                           |  |      |
| 2024년 3월 14일 (목요일)                  |  | 편집 |

| 2024년 3월 14일 (목요일) |  | 편집 |

| \| 2024년 3월 15일 (금요일) \| \| 편집 \| |  |      |
|                                           |  |      |
| 2024년 3월 15일 (금요일)                  |  | 편집 |

| 2024년 3월 15일 (금요일) |  | 편집 |

| \| 2024년 3월 16일 (토요일) \| \| 편집 \| |  |      |
|                                           |  |      |
| 2024년 3월 16일 (토요일)                  |  | 편집 |

| 2024년 3월 16일 (토요일) |  | 편집 |

| \| 2024년 3월 17일 (일요일) \| \| 편집 \| |  |      |
| 정치와 선거 - 2024년 러시아 대통령 선거: 러시아에서 실시된 대통령 선거에서 블라디미르 푸틴 대통령이 차기 러시아의 대통령에 당선되었다. 임기는 6년(2024. 5. 7.~2030. 5. 7.)이다. |  |      |
| 2024년 3월 17일 (일요일) |  | 편집 |

| 2024년 3월 17일 (일요일) |  | 편집 |

| \| 2024년 3월 18일 (월요일) \| \| 편집 \| |  |      |
|                                           |  |      |
| 2024년 3월 18일 (월요일)                  |  | 편집 |

| 2024년 3월 18일 (월요일) |  | 편집 |

| \| 2024년 3월 19일 (화요일) \| \| 편집 \| |  |      |
|                                           |  |      |
| 2024년 3월 19일 (화요일)                  |  | 편집 |

| 2024년 3월 19일 (화요일) |  | 편집 |

| \| 2024년 3월 20일 (수요일) \| \| 편집 \| |  |      |
|                                           |  |      |
| 2024년 3월 20일 (수요일)                  |  | 편집 |

| 2024년 3월 20일 (수요일) |  | 편집 |

| \| 2024년 3월 21일 (목요일) \| \| 편집 \| |  |      |
|                                           |  |      |
| 2024년 3월 21일 (목요일)                  |  | 편집 |

| 2024년 3월 21일 (목요일) |  | 편집 |

| \| 2024년 3월 22일 (금요일) \| \| 편집 \| |  |      |
| 무력 충돌과 공격 - 크로쿠스 시티홀 테러: 러시아 모스크바주 크라스노고르스크의 크로쿠스 시티홀 음악 공연장에서 대규모 총격과 폭발이 발생해 최소 62명이 사망하고 140명 이상이 부상을 입었다. |  |      |
| 2024년 3월 22일 (금요일) |  | 편집 |

| 2024년 3월 22일 (금요일) |  | 편집 |

| \| 2024년 3월 23일 (토요일) \| \| 편집 \| |  |      |
|                                           |  |      |
| 2024년 3월 23일 (토요일)                  |  | 편집 |

| 2024년 3월 23일 (토요일) |  | 편집 |

| \| 2024년 3월 24일 (일요일) \| \| 편집 \| |  |      |
|                                           |  |      |
| 2024년 3월 24일 (일요일)                  |  | 편집 |

| 2024년 3월 24일 (일요일) |  | 편집 |

| \| 2024년 3월 25일 (월요일) \| \| 편집 \| |  |      |
|                                           |  |      |
| 2024년 3월 25일 (월요일)                  |  | 편집 |

| 2024년 3월 25일 (월요일) |  | 편집 |

| \| 2024년 3월 26일 (화요일) \| \| 편집 \|                                                                      |  |      |
| 사건 - 3월 26일, 미국 메릴랜드주 볼티모어의 프랜시스 스콧 키 브리지가 선박과 충돌하여 붕괴되어 6명이 사망했다. |  |      |
| 2024년 3월 26일 (화요일)                                                                                       |  | 편집 |

| 2024년 3월 26일 (화요일) |  | 편집 |

| \| 2024년 3월 27일 (수요일) \| \| 편집 \| |  |      |
|                                           |  |      |
| 2024년 3월 27일 (수요일)                  |  | 편집 |

| 2024년 3월 27일 (수요일) |  | 편집 |

| \| 2024년 3월 28일 (목요일) \| \| 편집 \| |  |      |
|                                           |  |      |
| 2024년 3월 28일 (목요일)                  |  | 편집 |

| 2024년 3월 28일 (목요일) |  | 편집 |

| \| 2024년 3월 29일 (금요일) \| \| 편집 \|                                                                                 |  |      |
| 정치와 선거 - 제22대 국회의원 선거 사전 투표를 앞두고 전국 18개 투·개표소에서 통신기기로 위장한 불법 카메라가 발견되었다. |  |      |
| 2024년 3월 29일 (금요일)                                                                                                  |  | 편집 |

| 2024년 3월 29일 (금요일) |  | 편집 |

| \| 2024년 3월 30일 (토요일) \| \| 편집 \| |  |      |
|                                           |  |      |
| 2024년 3월 30일 (토요일)                  |  | 편집 |

| 2024년 3월 30일 (토요일) |  | 편집 |

| \| 2024년 3월 31일 (일요일) \| \| 편집 \| |  |      |
|                                           |  |      |
| 2024년 3월 31일 (일요일)                  |  | 편집 |

| 2024년 3월 31일 (일요일) |  | 편집 |

| <           | 2024년 3월 | 2024년 3월 | 2024년 3월 | 2024년 3월 | 2024년 3월  | >          |
| 일          | 월         | 화         | 수         | 목         | 금          | 토         |
|             |            |            |            |            | 1 1.21 갑자 | 2 22 을축  |
| 3 23 병인   | 4 24 정묘  | 5 25 무진  | 6 26 기사  | 7 27 경오  | 8 28 신미   | 9 29 임신  |
| 10 2.1 계유 | 11 2 갑술  | 12 3 을해  | 13 4 병자  | 14 5 정축  | 15 6 무인   | 16 7 기묘  |
| 17 8 경진   | 18 9 신사  | 19 10 임오 | 20 11 계미 | 21 12 갑신 | 22 13 을유  | 23 14 병술 |
| 24 15 정해  | 25 16 무자 | 26 17 기축 | 27 18 경인 | 28 19 신묘 | 29 20 임진  | 30 21 계사 |
| 31 22 갑오  |            |            |            |            |             |            |

| - 2024년 - 2월 - 3월 - 4월 - 3월 15일~17일: 러시아 대통령 선거 편집하기 |